# Ligue catholique (France)
Pour les articles homonymes, voir Sainte-Ligue.
 (décembre 2013).

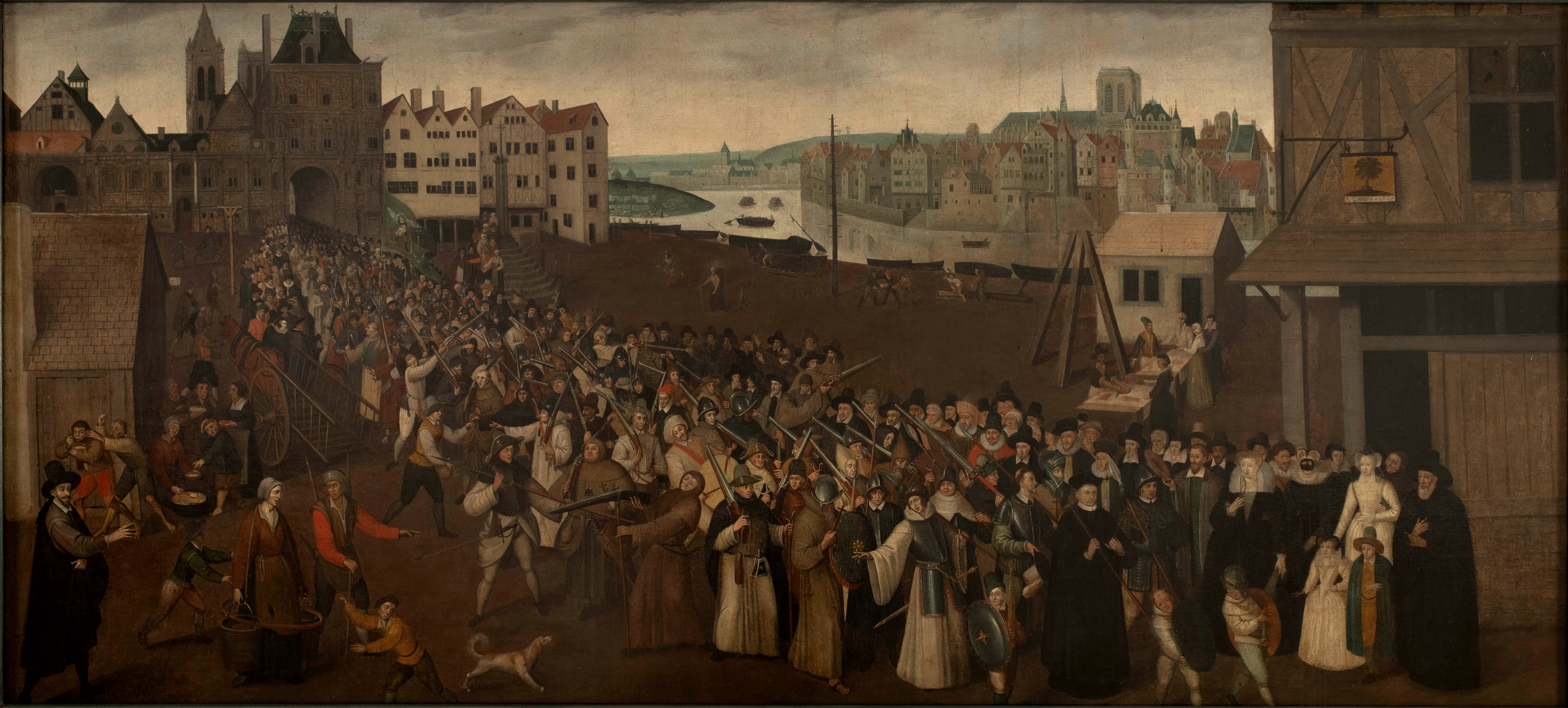
Procession armée de la Ligue à Paris en 1590, musée Carnavalet.

La Ligue catholique, la Sainte Ligue ou la Sainte Union est, pendant les guerres de Religion, un parti de catholiques qui s'est donné pour but la défense de la religion catholique contre le protestantisme. Son succès est tel qu'elle devient un danger pour la monarchie : en 1588, elle parvient à chasser le roi Henri III de la capitale. La Ligue décline petit à petit devant les victoires du roi Henri IV. 
Elle constitua un des plus grands dangers que connut la monarchie française avant l’avènement de l’absolutisme, avec la Fronde, au siècle suivant, dont les acteurs gardèrent présente à l'esprit la Ligue, comme modèle ou comme repoussoir.

## Première Ligue

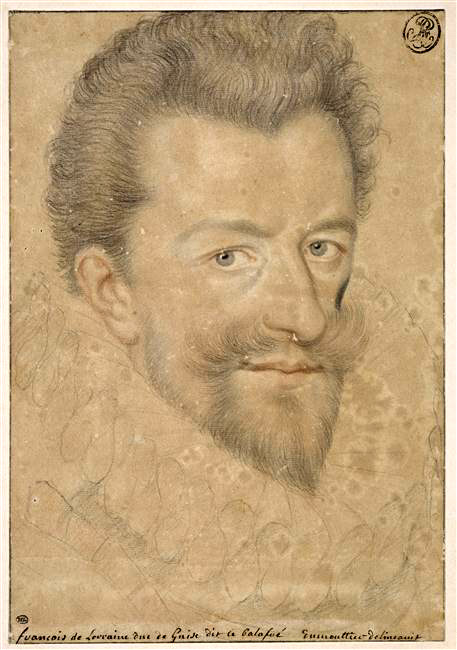
Le duc Henri de Guise.
Dessin à l'estompe anonyme, Paris, musée du Louvre, vers 1575-1580.

### Débuts picards
La Picardie connut dès 1568 la création de groupements de catholiques déçus par les prises de position royales jugées trop favorables aux protestants. Cependant, il fallut attendre 1570 et la signature de la paix de Saint-Germain, puis 1576 et l'édit de Beaulieu, pour qu'apparaisse la première des ligues, la « Ligue picarde ».
Plus que le traité de paix de 1570 qui assurait aux protestants quatre « places de sûreté » (Cognac, La Charité-sur-Loire, La Rochelle, Montauban) pour seulement deux ans, c'est l'édit de Beaulieu qui provoqua un choc et la colère des catholiques contre le roi : les protestants conservaient leurs quatre places de sûreté et en gagnaient plusieurs autres dont Aigues-Mortes, Beaucaire, Issoire,  Seyne, « Le Mas de Verdun » (Mas-Grenier), Nyons, Périgueux, Péronne, Serres… toutes sans limite de temps.
De plus, dans un pays majoritairement catholique (approximativement les trois-quarts de la population), les protestants obtinrent la parité dans les parlements provinciaux et « le roi renonce à poursuivre les pillards du conflit passé, qui peuvent garder leurs prises ».
Les confréries du Saint-Esprit et autres associations s’unirent alors « au nom de la Sainte Trinité pour restaurer et défendre la Sainte Église catholique, romaine et apostolique ». Ce fut une révolte contre les édits royaux : Jacques d'Humières, gouverneur de Péronne, refusa de remettre la ville aux protestants, et, avec d'autres nobles des environs, prépara un manifeste au château d'Happlaincourt, qui fut signé à Péronne le 5 juin 1576 :

« Les prélats, seigneurs, gentilhommes, capitaines, soldats, habitants des villes et plat pays de Picardie (…) tous confrères et associés en la présente très chrétienne union, se sont résolus (après avoir préalablement appelé l'aide de Dieu, avec l'inspiration de son Saint-Esprit, par la communion et la participation de son précieux corps) d'employer leurs biens et vies jusqu'à la dernière goutte de leur sang, pour la conservation de ladite ville et de toute la province en l'obéissance du roy et en l'observation de l'Église catholique, apostolique et romaine. »

Plusieurs villes picardes s'unirent ainsi dans cette résistance, Abbeville, Saint-Quentin, Beauvais, Corbie… soutenues par l’Espagne (les Pays-Bas espagnols s’étendaient alors jusqu’à l’Artois voisin), puis le mouvement s'étendit à toute la France.

### Dans tout le Royaume
Un programme général de la Ligue est alors établi en novembre 1576, comprenant douze articles, dans lesquels les ligueurs se veulent de bons et loyaux sujets du roi de France Henri III, du moment que ce dernier défend avec opiniâtreté l’Église catholique romaine.
Ce même mois, le duc de Guise, proche cousin de la reine Louise, organise la Ligue à Paris. Les États généraux se réunissent à Blois, l'édit de Beaulieu est aboli.
En décembre 1576, le roi — par souci politique de la neutraliser — prend la tête de la Ligue, mais modifie certains passages du programme dans lesquels son autorité était affaiblie : il s'y trouvait soumis aux décisions des États généraux.
En mars 1577, des troubles se produisent en Dauphiné et en Provence, et en mai éclate la sixième guerre de Religion.
La paix de Bergerac est signée le 14 septembre 1577, confirmée le 17 par l'édit de Poitiers, qui accorde droit de culte aux réformés dans les faubourgs des villes, ainsi que huit places de sûreté. Les ligues et associations sont quant à elles interdites.
Le 28 février 1579, Catherine de Médicis signe le traité de Nérac, qui donne aux protestants quatorze places de sûreté supplémentaires pour six mois. La date écoulée, ces derniers refusent de les rendre. Éclate alors la septième guerre de Religion (1579-1580).

## Seconde Ligue

### Renaissance
La crise renaît en 1584 avec la mort de l'héritier du trône François, duc d'Alençon, et la reconnaissance par le roi comme héritier — en accord avec la loi salique qui régit la succession au trône de France — de son plus proche parent en ligne masculine, le roi Henri III de Navarre, de la maison de Bourbon, un prince protestant, le futur Henri IV.
Depuis 1582, le roi d’Espagne Philippe II apporte son soutien financier aux catholiques, y voyant sans aucun doute le double moyen d’affermir la catholicité et d’affaiblir le roi de France, son rival sur la scène européenne. Il confirme ce soutien par la signature du traité de Joinville le 31 décembre 1584, où le successeur désigné au trône est le cardinal de Bourbon, oncle du roi de Navarre, second dans la ligne de succession mais catholique.
Parallèlement, Henri de Guise réactive et prend le commandement d'une nouvelle Ligue, qui publie sa proclamation le 31 mars 1585 à Péronne, où elle déclare vouloir rétablir la religion unique, soustraire le roi à l'emprise de ses favoris et l'obliger à faire appel régulièrement aux états généraux. Les ralliements de chefs militaires se multiplient.
Par le traité de Nemours, Henri III doit céder devant les exigences de la Ligue, devenue trop puissante. La huitième guerre de Religion (1585-1598) se solde par un statu quo militaire, la victoire protestante à Coutras étant équilibrée par les victoires d’Henri de Guise à Auneau et Vimory (1587), ce qui renforce encore le prestige de ce prince et de la Maison de Lorraine.
Parallèlement à la Ligue officielle, se crée une Ligue des villes, d’abord à Paris, puis en Touraine, Champagne, Bourgogne... Plusieurs interprétations et analyses de la ligue parisienne existent. L’historien israélien Elie Barnavi en propose une analyse sociale : les ligueurs étant des officiers pour la majorité frustrés par l’État absolu naissant, la ligue parisienne serait l'expression d'une revanche sociale. L'historien Robert Descimon l'analyse comme une organisation qui se calque sur les institutions politiques traditionnelles de la capitale. Elle serait donc une réaction politique à l’absolutisme monarchique. Denis Crouzet, historien spécialiste des troubles de religion au XVIe siècle, inscrit plus généralement les ligues urbaines dans l'exacerbation d'une dévotion pénitentielle des années 1580.
Dirigée comme une société secrète, elle possède sa propre armée, et est beaucoup plus démocratique que la Ligue nobiliaire[réf. nécessaire]. Elle considère en effet que le roi n’a plus de légitimité et doit se soumettre aux états généraux ; après 1591, elle considère même que la noblesse doit s’y soumettre.

### Bras-de-fer avecHenriIII
Henri III avait interdit à Henri de Guise d’entrer dans Paris, où des rumeurs d’insurrection couraient. Mais celui-ci passa outre, et il entre dans la capitale le 9 mai 1588. Devant les mouvements de l’armée royale, Paris soutenant les Guise ne tarda pas à se hérisser de barricades (journée des barricades du 12 mai 1588 initiée à la place Maubert). Ayant perdu le contrôle de sa capitale, Henri III se réfugie à Chartres, où il fait mine de se réconcilier avec les ligueurs, et signe à Rouen le 15 juillet 1588 l’édit d'Union contre les protestants, et livre la ville portuaire de Boulogne-sur-Mer aux ligueurs pour que ces derniers puissent y recevoir la flotte espagnole. De plus, Henri de Guise est fait lieutenant-général du roi pour le royaume (chef des armées).

Drapeau de la Ligue catholique.

Le roi est contraint de convoquer de nouveau les états généraux, à Blois. Ceux-ci sont majoritairement favorables à la Ligue et lui refusent des subsides. C’est alors qu’Henri III tente par un coup d’éclat de se débarrasser des Guise : le 23 décembre 1588, il fait exécuter sommairement le duc de Guise, arrêter les chefs ligueurs dont le cardinal Louis de Lorraine, frère du duc de Guise, qui est exécuté le lendemain, l'archevêque de Lyon, le cardinal de Bourbon, le prince de Joinville, fils du duc de Guise, sa mère la duchesse de Nemours et son cousin, le duc d’Elbeuf. Plusieurs députés des états généraux sont également arrêtés.
Ce coup d'éclat provoque un tollé général : Charles de Mayenne, frère d'Henri de Guise et de Louis de Lorraine, prend le commandement de la Ligue, la Sorbonne relève les sujets de leur devoir de fidélité au roi. La situation devient alors très compliquée, une partie des « pays de France » se soulèvent contre le « tyran Henri III », d'autres restent fidèles aux avis du souverain. En certains endroits les divisions sont encore plus profondes, chaque ville ou village prenant parti pour l'un ou pour l'autre, telle la ville du Puy qui se trouve engagée pendant plusieurs mois dans de violents combats avec certains villages voisins à Espaly. Il faudrait un développement extrêmement poussé pour déterminer le camp pris par les uns et les autres dans tout le royaume, et des cas particuliers.
Henri III s’allie au roi de Navarre, et leur armée met le siège devant Paris. C’est alors que le souverain est assassiné le 1er août 1589 par Jacques Clément, un dominicain membre de la ligue.

### Lutte contre Henri IV

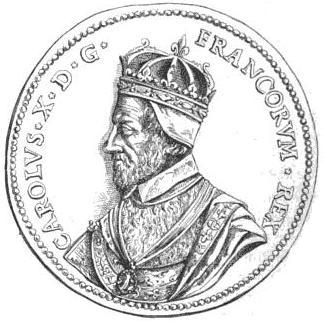
Médaille frappée par la Ligue en vue de proclamer le cardinal Charles de Bourbon comme roi sous le nom de « Charles X », vers 1589.

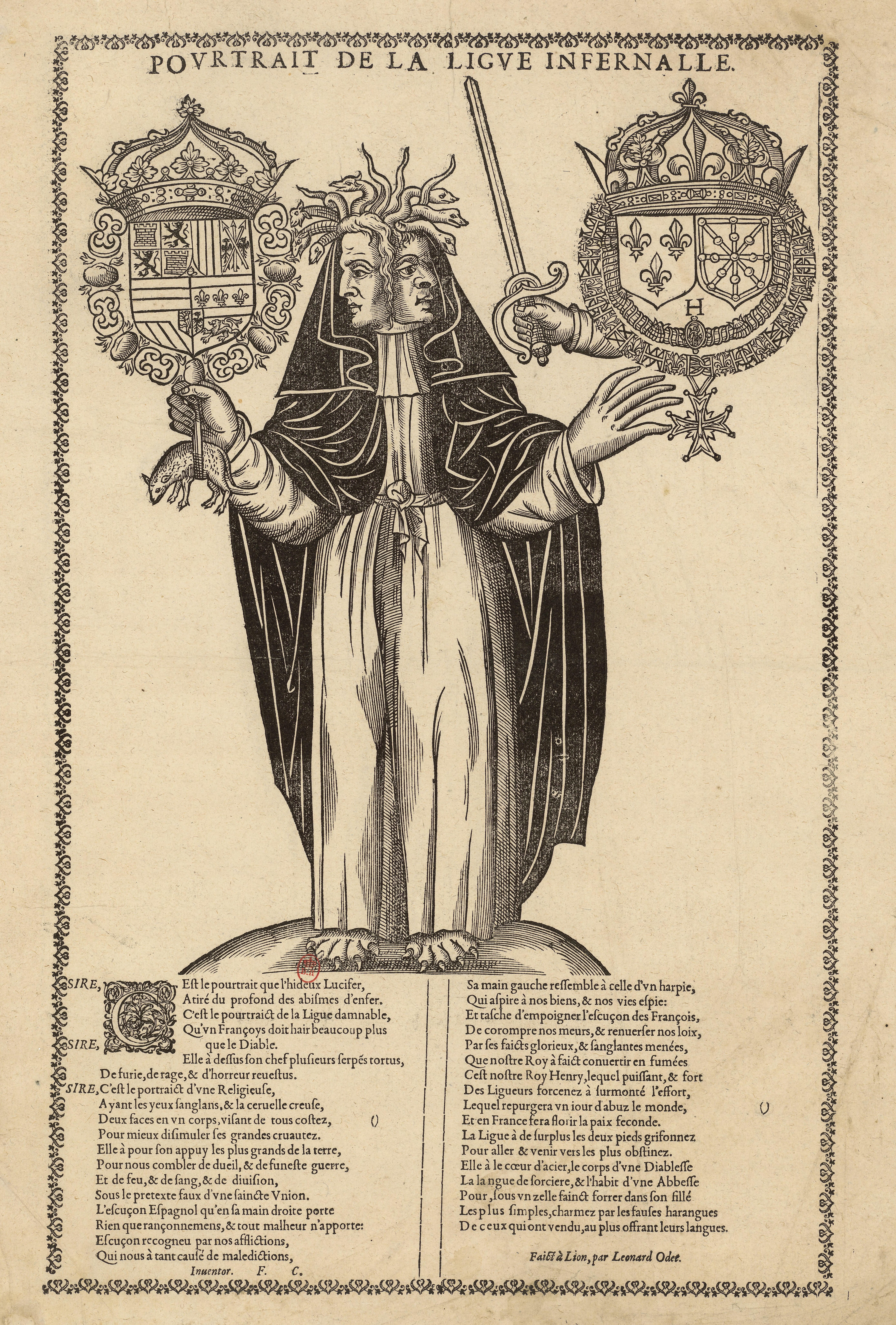
Portrait de la Ligue infernale. Caricaturée en Méduse bicéphale, la Ligue s'agrippe aux armoiries du roi Philippe II (roi d'Espagne) d'Espagne. À droite, une épée brandie par les armes du roi de France et de Navarre s'apprête à frapper la monstrueuse créature.

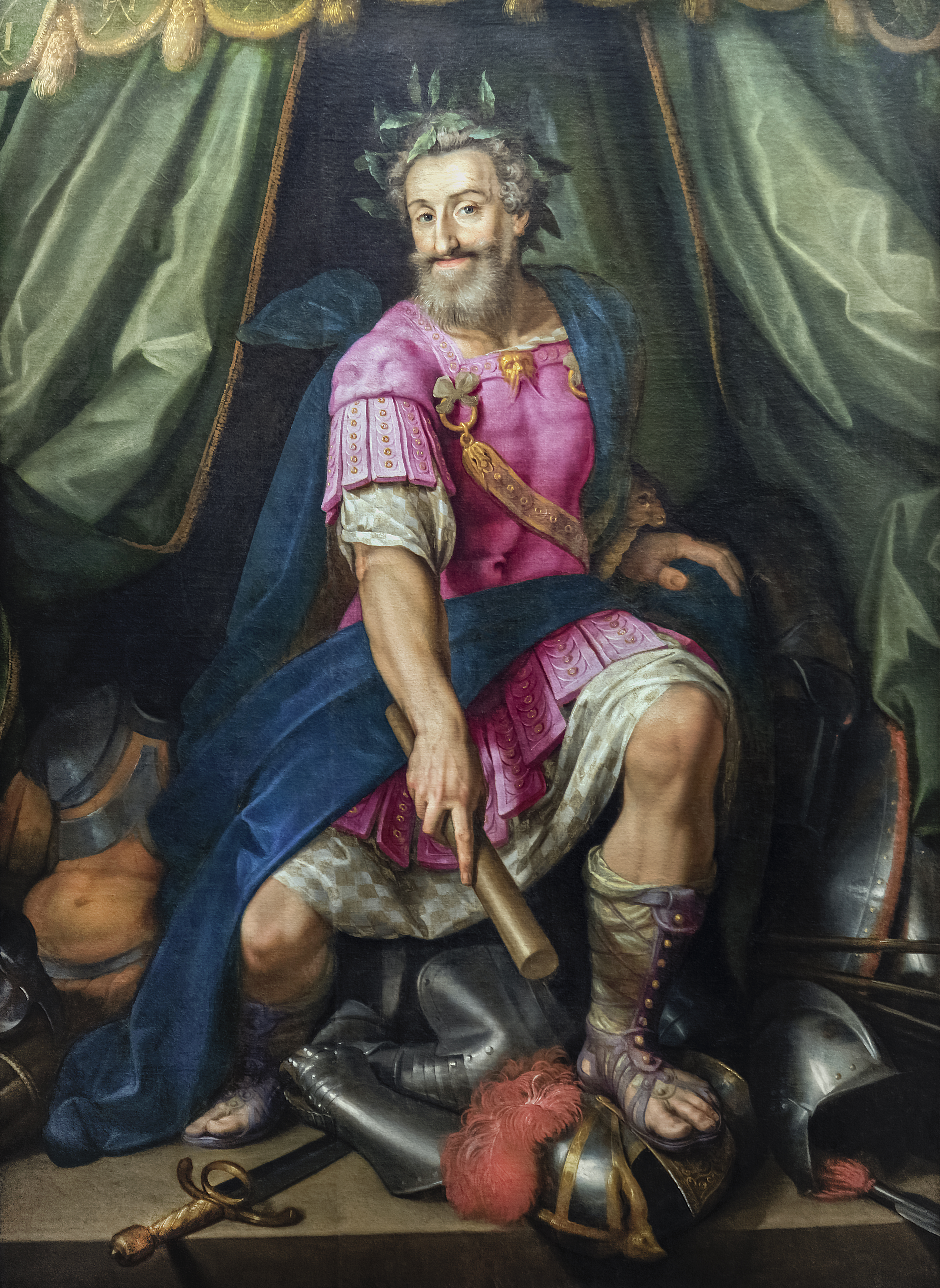
Henri IV (roi de France) représenté en Mars vainqueur de la Ligue.
Toile de Jacob Bunel, château de Pau, vers 1605-1606.

La Ligue oppose une résistance acharnée au huguenot Henri de Navarre, roi légitime, à qui elle préfère son oncle, le cardinal Charles de Bourbon, aussitôt appelé « Charles X » (il meurt en prison en 1590).
Écrasée à la bataille d'Ivry le 14 mars 1590, éprouvée par deux sièges successifs de la capitale, elle ne désarme pas, et ses membres les plus extrêmes font même régner la terreur à Paris : tout en organisant de spectaculaires processions (de religieux armés et de milliers d'enfants), elle met en prison les hommes réputés royalistes, appelés « politiques ». Sous l'autorité des Seize, la terreur atteint son point culminant en 1591 par l'exécution du président du Parlement de Paris, Barnabé Brisson, pourtant ligueur.
Henri IV et ses troupes tentent vainement de prendre la capitale, notamment par la ruse lors de la journée des farines. À Marseille, Charles de Casaulx instaure une dictature entre 1591 et 1596.
La Ligue connaît une fracture quand le duc de Mayenne, frère d’Henri Ier de Guise et chef de la Ligue nobiliaire, entre à Paris pour punir les extrémistes qui ont décidé la mort de Brisson. Finalement, les excès de la Ligue, son penchant pour un prince étranger, son financement espagnol, sa remise en cause de la monarchie, détachent d’elle progressivement à partir de 1591 les royalistes, puis les villes les unes après les autres.
Elle ne désarme cependant qu’à partir du moment où Henri IV abjure solennellement sa foi protestante, le 25 juillet 1593 en la Basilique de Saint-Denis. Il est sacré roi à Chartres le 27 février 1594 et entre dans la capitale quelques mois plus tard.
La soumission de Paris est pour la Ligue un cuisant échec, sa défaite à Fontaine-Française le 5 juin 1595 la met en déroute.
À la paix de Vervins les Espagnols abandonnent les dernières places qu’ils tiennent en France. La fin définitive de la Ligue a lieu après la soumission du duc de Mercœur, gouverneur de Bretagne. Seul le duc d'Aumale refusera toujours de se rallier à Henri IV.

## Épilogue
L'esprit de la Ligue ne disparaît pas avec le retour de la paix. Nombreux sont ceux à faire de la résistance et à considérer le roi comme hérétique. Depuis leur exil aux Pays-Bas espagnols, les chefs ligueurs extrémistes comme Jean Boucher appellent le peuple au régicide. À plusieurs reprises, Henri IV manque de se faire assassiner. À la fin de son règne, l'esprit de la Ligue connaît une petite renaissance. Après que le roi a été assassiné par Ravaillac, plusieurs personnes sont arrêtées pour avoir approuvé le meurtre, et une nouvelle Saint-Barthélemy se prépare même, dit-on, à Paris durant l'été 1610.
Pourtant l'esprit de la Ligue disparaît avec la mort d'Henri IV. Sous le règne de Louis XIII, le parti dévot prend le relais. Sous la férule du cardinal de Bérulle et de Michel de Marillac, il s'opposera à la politique religieuse du cardinal de Richelieu qu'il jugera trop clémente à l'égard des protestants.

## Historiographie
Au XIXe siècle, la ligue fut interprétée diversement par les historiens de l'époque. Jules Michelet et Jean Jaurès voyaient dans la ligue un mouvement passéiste et réactionnaire, mais d'autres y voyaient un mouvement anticipateur des événements de 1793 et de 1871.

### Sources primaires
- Histoire de la Ligue par Maimbourg, Paris, 1684.
- Nicolas Brûlart, Journal d'un ligueur parisien : des barricades à la levée du siège de Paris par Henri IV (1588-1590) ; édition critique, introduction et notes par Xavier Le Person, Genève, Droz, coll. « Travaux d'Humanisme et Renaissance » (no 332), 1999, 214 p. (ISBN 2-600-00363-0, présentation en ligne), [présentation en ligne].
- Pierre de L'Estoile, Registre-journal du règne de Henri III, édition établie par Madeleine Lazard et Gilbert Schrenck, Genève, Droz, coll. « Textes littéraires français », 1992-2003, 6 volumes.
- Pierre de L'Estoile, Registre-journal du règne de Henri IV. Tome I (1589-1591), édition établie par Xavier Le Person (éd.), Gilbert Schrenck et Volker Mecking, Genève, Droz, coll. « Textes littéraires français », no 609, 2011, 352 p.
- Sylvie Daubresse (éd.) et Bertrand Haan (éd.), Actes du Parlement de Paris et documents du temps de la Ligue, 1588-1594 : le recueil de Pierre Pithou, Paris, Éditions Honoré Champion, coll. « Pages d'archives » (no 20), 2012, 665 p. (ISBN 978-2-7453-2349-1, présentation en ligne).

### Sources secondaires
- Louis Pierre Anquetil, L'esprit de la ligue, ou Histoire politique des troubles de France, pendant les XVIe et XVIIe siècles, Paris, 1783, [lire en ligne].

#### Aspects généraux
- (en) Frederic J. Baumgartner, Radical Reactionaries : The Political Thought of the French Catholic League, Genève, Droz, coll. « Études de philologie et d'histoire » (no 29), 1976, 317 p. (présentation en ligne), [présentation en ligne], [présentation en ligne].
- Jean-Marie Constant, La Ligue, Paris, Fayard, 1996, 520 p. (ISBN 2-213-59488-0, présentation en ligne).
- Denis Crouzet (préf. Pierre Chaunu, avant-propos de Denis Richet), Les guerriers de Dieu : la violence au temps des troubles de religion, vers 1525-vers 1610, vol. 1 et 2, Seyssel, Éditions Champ Vallon, coll. « Époques », 1990, 792-737 p. (ISBN 2-87673-094-4, présentation en ligne)Réédition en un seul volume : Denis Crouzet (préf. Pierre Chaunu, avant-propos de Denis Richet), Les guerriers de Dieu : la violence au temps des troubles de religion, vers 1525-vers 1610, Seyssel, Éditions Champ Vallon, coll. « Les classiques de Champ Vallon », 2005, 783-747 p. (ISBN 2-87673-430-3, présentation en ligne), [présentation en ligne].
- Nicolas Le Roux, Portraits d'un royaume : Henri III, la noblesse et la Ligue, Paris, Passés composés, 2020, 388 p. (ISBN 978-2-37933-495-5).

#### Aspects particuliers
- Ariane Boltanski et Laurent Bourquin, « La noblesse et la Ligue : historiographie et pistes de recherche », Europa Moderna, revue d'histoire et d'iconologie, no 1, 2010, [lire en ligne].
- Jean-Marie Constant, « La noblesse seconde et la Ligue », Bulletin de la Société d'histoire moderne, 16e série, no 38,‎ 1988, p. 11-20 (lire en ligne sur Gallica).
- Denis Crouzet, « La représentation du temps à l'époque de la Ligue », Revue historique, Paris, Presses universitaires de France, no 548,‎ octobre-décembre 1983, p. 297-388 (lire en ligne sur Gallica).
- Fadi El Hage, « Les maréchaux de la Ligue », Revue historique, Paris, Presses universitaires de France, no 654 « Déclinaisons du politique »,‎ avril 2010, p. 337-359 (lire en ligne).
- David El Kenz, « Du temps de Dieu au temps du Roi : l'avenir dans les placards ligueurs et anti-ligueurs (1589-1595) », Matériaux pour l'histoire de notre temps, Nanterre, Association des amis de la Bibliothèque de documentation internationale contemporaine et du Musée, nos 21-22 « L'avenir dans l'affiche politique »,‎ octobre-décembre 1990, p. 3-11 (lire en ligne).
- (en) Tom Hamilton, « The Procession of the League : remembering the Wars of Religion in visual and literary satire », French History, Oxford University Press, vol. 30, no 1,‎ mars 2016, p. 1–30 (DOI 10.1093/fh/crv087).
- Xavier Le Person, « Practiques » et « practiqueurs » : la vie politique à la fin du règne d'Henri III, Genève, Librairie Droz, coll. « Travaux d'humanisme et Renaissance » (no 370), 2002, 658 p. (ISBN 2-600-00820-9, présentation en ligne).
- Martial Martin, « Images de propagande ? Les représentations de la Ligue et l’élaboration de l'image du roi Henri IV », dans Colette Nativel (dir.), Henri IV : art et pouvoir, Tours / Rennes, Presses universitaires François-Rabelais / Presses universitaires de Rennes, coll. « Renaissance », 2016, 359 p. (ISBN 978-2-86906-411-9 et 978-2-7535-5020-9, lire en ligne), p. 91-104.
- (it) Marco Penzi, « « Damnatio memoriae » : la Ligue Catholique française e la storiografia tra politiques, rivoluzionari, mistici e liberali », Quaderni storici, nuova serie, vol. 40, no 118 (1),‎ avril 2005, p. 263-284 (JSTOR 43779483).
- Marco Penzi, « Les pamphlets ligueurs et la polémique anti-ligueuse : « faux textes » et « vrais faux » : les « sources » et les pamphlets attribués aux ligueurs », dans Jacques Berchtold et Marie-Madeleine Fragonard (dir.), La mémoire des guerres de Religion : la concurrence des genres historiques (XVIe – XVIIIe siècles), Actes du colloque international de Paris (15-16 novembre 2002), Genève, Droz, 2007, p. 133-151.
- Marco Penzi, « Les listes de proscriptions au temps de la Ligue : un enjeu politique contemporain et un enjeu historiographique », Mélanges de la Casa de Velázquez, Madrid, Casa de Velázquez, t. 44-2 « Pour faire une histoire des listes à l'époque moderne »,‎ 2014, p. 105-118 (lire en ligne).
- (en) Cornel Zwierlein (trad. du latin), The Political Thought of the French League and Rome (1585-1589) : De justa populi gallici ab Henrico tertio defectione and De Justa Henrici tertii addication (Jean Boucher, 1589), Genève, Librairie Droz, coll. « Cahiers d'humanisme et renaissance » (no 131), 2016, 274 p. (ISBN 978-2-600-01927-9, présentation en ligne).

#### La Ligue à Paris
- (en) Thierry Amalou, « Holy War or Sedition ? : The Prophetism of Parisian Preachers and Catholic Militancy, 1558–1588 », French Historical Studies, vol. 38, no 4,‎ octobre 2015, p. 611-631 (DOI 10.1215/00161071-3113827).
- Élie Barnavi, « La Ligue parisienne (1585-94) : ancêtre des partis totalitaires modernes ? », French Historical Studies, vol. 11, no 1,‎ printemps 1979, p. 29-57 (JSTOR 286402).
- Élie Barnavi, « Centralisme ou fédéralisme ? Les relations entre Paris et les villes à l'époque de la Ligue (1585-1594) », Revue historique, Paris, Presses universitaires de France, t. 259,‎ 1978, p. 335-344 (lire en ligne).
- Élie Barnavi, Le parti de Dieu : étude sociale et politique des chefs de la Ligue parisienne, 1585-1594, Bruxelles, Nauwelaerts, coll. « Publications de la Sorbonne. NS Recherches / Travaux du Centre de recherches sur la civilisation de l'Europe moderne » (no 34 / 20), 1980, 388 p. (présentation en ligne), [présentation en ligne].
- Élie Barnavi, « Réponse à Robert Descimon », Annales. Économies, sociétés, civilisations, Paris, Armand Colin, no 1, 37e année,‎ janvier-février 1982, p. 112-121 (lire en ligne).
- Élie Barnavi et Robert Descimon, La Sainte Ligue, le juge et la potence : l'assassinat du président Brisson, 15 novembre 1591, Paris, Hachette Littérature, coll. « La Force des idées », 1985, 331 p. (ISBN 2-01-010415-3).
- (en) Frederic J. Baumgartner, « Party Alignment in the Parlement of Paris, 1589-1594 », Proceedings of the Western Society for French History, vol. 6,‎ 1978, p. 34–43 (lire en ligne).
- Serge Brunet, « Philippe II et la Ligue parisienne (1588) », Revue historique, Paris, Presses universitaires de France, no 656,‎ octobre 2010, p. 795-844 (lire en ligne).
- Robert Descimon, « La Ligue à Paris (1585-1594) : une révision », Annales. Économies, sociétés, civilisations, Paris, Armand Colin, no 1, 37e année,‎ janvier-février 1982, p. 72-111 (lire en ligne).
- Robert Descimon, « La Ligue : des divergences fondamentales », Annales. Économies, sociétés, civilisations, Paris, Armand Colin, no 1, 37e année,‎ janvier-février 1982, p. 122-128 (lire en ligne).
- Robert Descimon, « Qui étaient les Seize ? : Mythes et réalités de la Ligue parisienne (1585-1594) », Mémoires de la Fédération des sociétés historiques et archéologiques de Paris et de l'Ile-de-France, t. XXXIV,‎ 1983, p. 7-300 (présentation en ligne)Publié à part : Robert Descimon, Qui étaient les Seize ? : Mythes et réalités de la Ligue parisienne (1585-1594), Paris, Fédération des sociétés historiques et archéologiques de Paris et de l'Île de France / Klincksieck, coll. « Mémoires de la Fédération des sociétés historiques et archéologiques de Paris et de l'Ile-de-France » (no 34), 1983, 407 p.
- Robert Descimon, « Milice bourgeoise et identité citadine à Paris au temps de la Ligue », Annales. Économies, sociétés, civilisations, Paris, Armand Colin, no 4, 48e année,‎ juillet-août 1993, p. 885-906 (lire en ligne).
- Jean-Marie Le Gall, « Saint-Denis, les Guise et Paris sous la Ligue, 1588-1590 », French Historical Studies, vol. 24, no 2,‎ printemps 2001, p. 157-184 (DOI 10.1215/00161071-24-2-157).
- A. A. Lozinsky, « La « Ligue » et la diplomatie espagnole », Annales. Économies, sociétés, civilisations, Paris, Armand Colin, no 1, 23e année,‎ janvier-février 1968, p. 173-177 (lire en ligne).
- Hugues Neveux, « Robert Descimon, les Seize et la Sainte-Ligue », Revue de synthèse, vol. 108, no 2,‎ avril 1987, p. 269-276 (lire en ligne).
- (en) Ann Ramsey, « Towards a Definition of League Piety and its Relationship to Seventeenth-Century Catholic Reform in Paris », Proceedings of the Western Society for French History, vol. 16,‎ 1988, p. 23-36 (lire en ligne).
- Denis Richet, « Les barricades à Paris, le 12 mai 1588 », Annales. Économies, sociétés, civilisations, Paris, Armand Colin, no 2, 45e année « Approches du politique »,‎ mars-avril 1990, p. 383-395 (lire en ligne).

#### La Ligue en province
- Olivia Carpi et José Javier Ruiz Ibáfiez, « Les noix, les espions et les historiens : réflexion sur la prise d'Amiens (11 mars 1597) », Histoire, économie et société, Paris, Armand Colin, no 3, 23e année,‎ 2004, p. 323-348 (lire en ligne).
- Michel Cassan, « Laïcs, Ligue et Réforme catholique à Limoges », Histoire, économie et société, Paris, CDU SEDES, no 2, 10e année,‎ 2e trimestre 1991, p. 159-175 (lire en ligne).
- Henri Drouot, Mayenne et la Bourgogne : études sur la Ligue (1587-1596), vol. 1 et 2, Paris, Auguste Picard, 1937, LXXIX-454 + 527 (présentation en ligne), [présentation en ligne], [présentation en ligne], [présentation en ligne].
- H. Fraisse, « Un épisode des guerres de la Ligue à Montregard, 1591 », Tablettes historiques du Velay 1871-1872, Le Puy-en-Velay, Tablettes historiques du Velay,‎ 1872, p. 5-12 (lire en ligne sur Gallica).
- Stéphane Gal, Grenoble au temps de la Ligue : étude politique, sociale et religieuse d'une cité en crise (vers 1562-vers 1598), Grenoble, Presses universitaires de Grenoble, coll. « La pierre et l'écrit », 2000, 629 p. (présentation en ligne), [présentation en ligne], [présentation en ligne].
- Stéphane Gal, « Peurs urbaines et engagements politico-religieux au XVIe siècle : l'exemple de la Ligue grenobloise », Histoire, économie et société, Paris, CDU SEDES, no 1, 20e année,‎ 2001, p. 3-21 (lire en ligne).
- Hervé Le Goff, La Ligue en Basse-Bretagne : le Trégor au temps de La Fontenelle (1588-1598), Perros-Guirec, Trégor mémoire vivante, coll. « Les sources de mémoire », 1994, 416 p.
- Hervé Le Goff (préf. Philippe Hamon), La Ligue en Bretagne : guerre civile et conflit international (1588-1598), Rennes, Presses universitaires de Rennes, coll. « Histoire », 2010, 573 p. (ISBN 978-2-7535-1157-6, présentation en ligne), [présentation en ligne], [présentation en ligne].
- Olivier Zeller, « Les structures familiales à Mâcon pendant la Ligue », Histoire, économie et société, Paris, CDU SEDES, no 2, 3e année,‎ 1984, p. 163-181 (lire en ligne).

#### La Ligue en exil
- Robert Descimon et José Javier Ruiz Ibáfiez, Les ligueurs de l'exil : le refuge catholique français après 1594, Seyssel, Éditions Champ Vallon, coll. « Époques », 2005, 317 p. (ISBN 2-87673-425-7, présentation en ligne), [présentation en ligne].